# 諸里正典
諸里 正典（もろさと まさのり、1937年（昭和12年）1月18日 - 2015年（平成27年）8月27日）は、日本の政治家。新潟県十日町市長（2期）。

## 経歴
新潟県出身。1960年、明治大学法学部卒。卒業後は日刊スポーツ新聞社に入る。1年で退社し、睦織物に入社、その後社長となる。1979年、十日町市長に当選する。1983年に再選する。1985年、2期目途中で辞任。翌1986年の新潟県知事選挙に立候補するが落選。1990年の第39回衆議院議員総選挙で新潟3区から立候補（無所属）したが落選した。1995年の新潟県議会議員選挙に立候補したが落選した。2014年、旭日双光章を受章。2015年死去。